# Regattastrecke

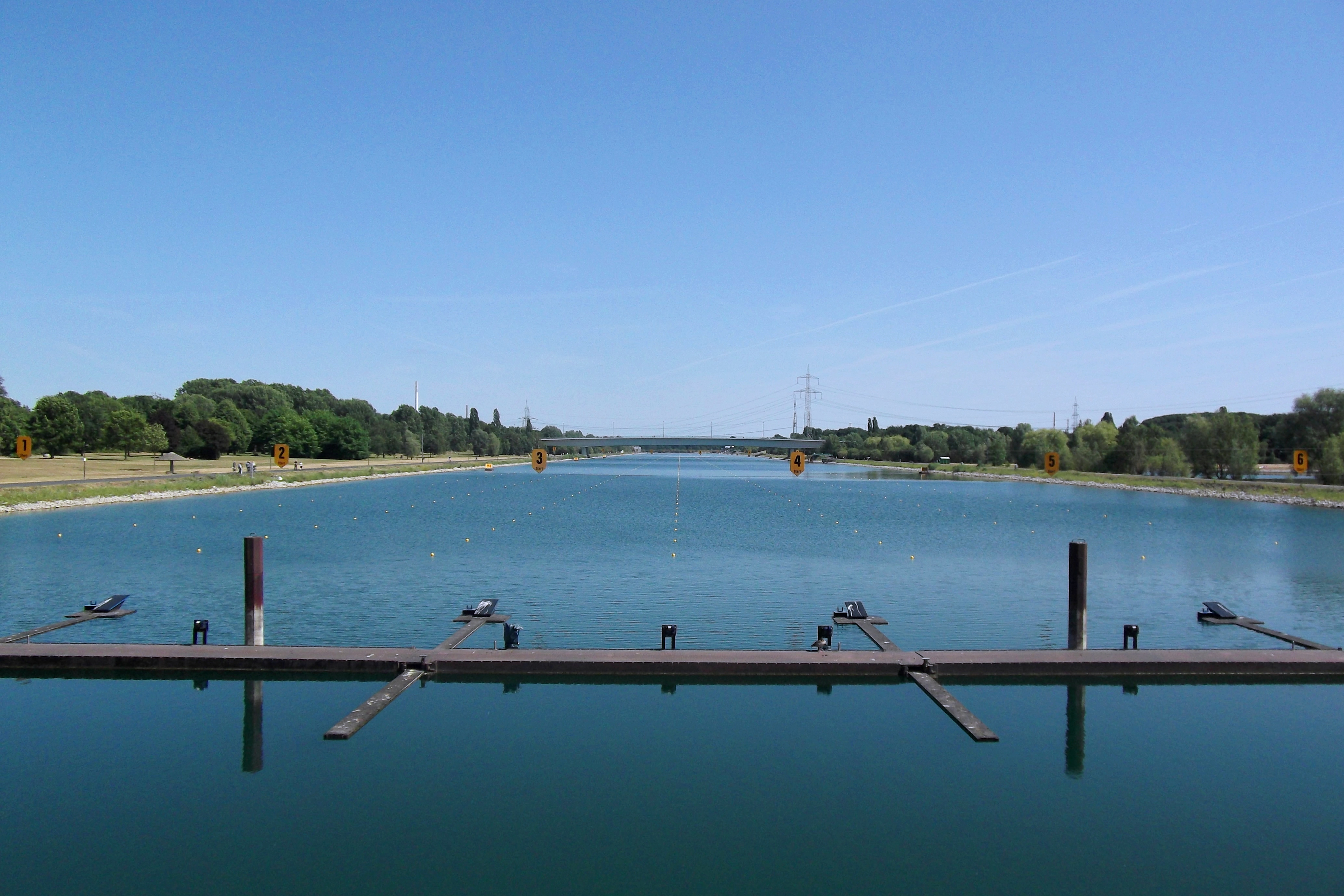
Blick über die Regattastrecke Fühlinger See, Köln.

Eine Regattastrecke ist eine Wettkampfstrecke für den Kanu- und Rudersport, auf der unter anderem Regatten stattfinden.

## Eigenschaften
Künstliche Regattastrecken (auch Regattabahn genannt) sind in der Regel etwa 2300 m (mit Start- und Zielbereich) lang und rund 150 m breit. Diese Größe ist durch die für Ruderwettkämpfe erforderliche Wettkampfstreckenlänge von 2000 m und die für bisher sechs Bahnen und ab 2011 acht Bahnen à 12,5 bis 15 m erforderliche Mindestbreite von ca. 90 m bedingt und durch den Weltruderverband FISA vorgegeben. Im Kanusport sind in der Regel neun Bahnen mit einer Mindestbreite von jeweils 9 m vorgesehen. Um Kanu- und Rudersport auf einer Strecke gut kombinieren zu können, sind die Ruderbahnen typischerweise 13,5 m breit, damit sechs Ruderbahnen zu neun Kanubahnen umgebaut werden können. Die einzelnen Bahnen sind meist mit Bojenketten (Albano-System) markiert, alle 250 m gibt es eine Entfernungsangabe. Zur Verbesserung der Startbedingungen kommen Startanlagen zum Einsatz. Im Rudersport ist bei internationalen Regatten eine Mindesttiefe von 3 Metern gefordert. Bei vielen lokalen Regatten ist das nicht notwendigerweise der Fall.
Da die international üblichen Streckenlängen im Kanurennsport und Drachenboot maximal 1000 m betragen, wird im Kanusport nur der zielnähere Bereich für Wettkämpfe benutzt, der Rest für Aufwärmübungen der Sportler.
Auf Regattastrecken werden auch Motorbootrennen durchgeführt, für eine Rundstrecke beträgt der Abstand zwischen den Wendebojen je nach Klasse 600 bis 1000 m.
Da die Baukosten für künstliche Regattastrecken schnell zweistellige Millionenbeträge erreichen, gehören Regattastrecken zu den größeren Kostenfaktoren, wenn diese für Olympische Spiele neu errichtet werden müssen. Sie werden daher stets so konzipiert, dass sie sich sowohl für das Rudern als auch den Kanusport eignen.

## Regattastrecken

### Strecken in Deutschland
In Deutschland gibt es in sowohl künstliche, als auch natürliche Regattastrecken. Zu den künstlichen gehören:
- Regattabahn Duisburg
- Fühlinger See in Köln
- Elfrather See in Krefeld
- Regattastrecke Oberschleißheim bei München

Außerdem sind Regattastrecken auf natürlichen Gewässern eingerichtet:
- Regattastrecke Berlin-Grünau in Berlin
- Regattastrecke Beetzsee in Brandenburg an der Havel
- Wassersportzentrum Hamburg-Allermöhe
- Baldeneysee in Essen
- Küchensee in Ratzeburg

### Internationale Strecken
International besteht eine Vielzahl an Regattastrecken. Dazu zählen die Veranstaltungsort der olympischen Ruder- und Kanuwettbewerbe sowie der Ruder- und Kanu-Weltmeisterschaften. Es folgt eine Auswahl:
- Long Beach Marine Stadium in Long Beach (Kalifornien), USA
- Pista Olímpica Virgilio Uribe in Mexiko-Stadt, Mexiko
- Bassin olympique de l’Île Notre-Dame in Montréal, Kanada
- Ruderkanal Krylatskoje in Moskau, Russland
- Maltasee in Posen, Polen
- Ruderkanal Račice, Tschechische Republik
- Schinias Olympic Rowing and Canoeing Centre, Griechenland
- Olympiastützpunkt in Szeged, Ungarn
- Dorney Lake in Eton, Vereinigtes Königreich
- Sea Forest Waterway, Tokio, Japan

## Galerie

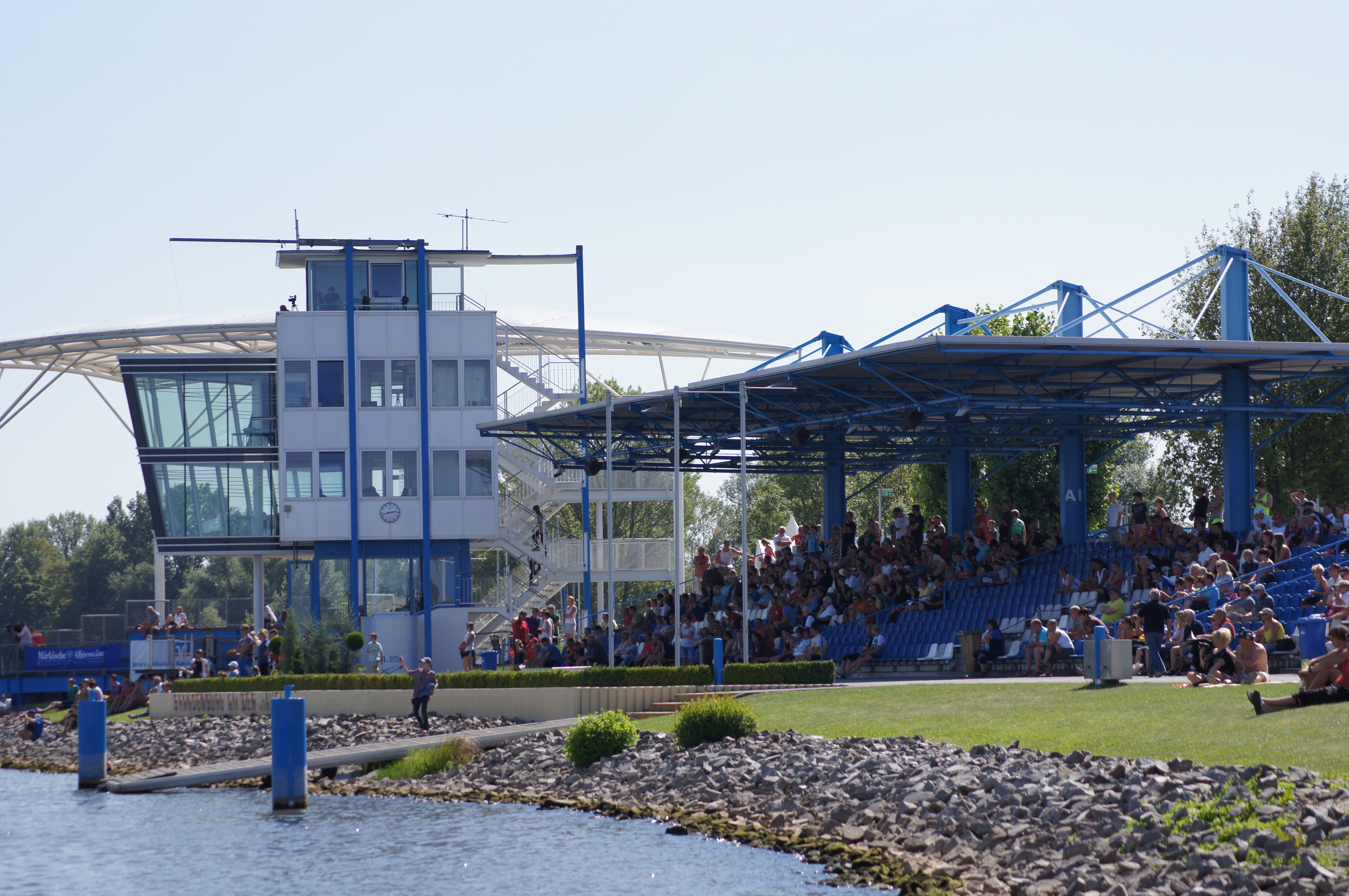
Regattastrecke Beetzsee in Brandenburg
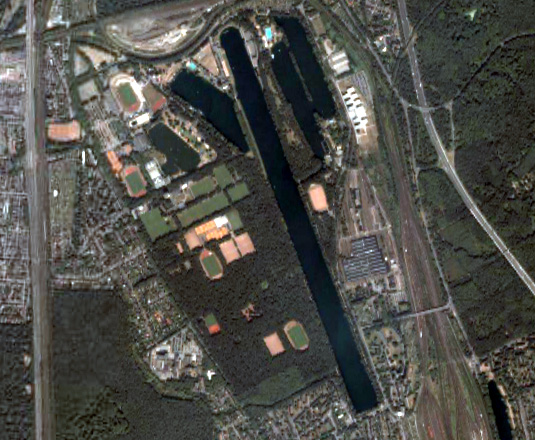
Sportpark Duisburg
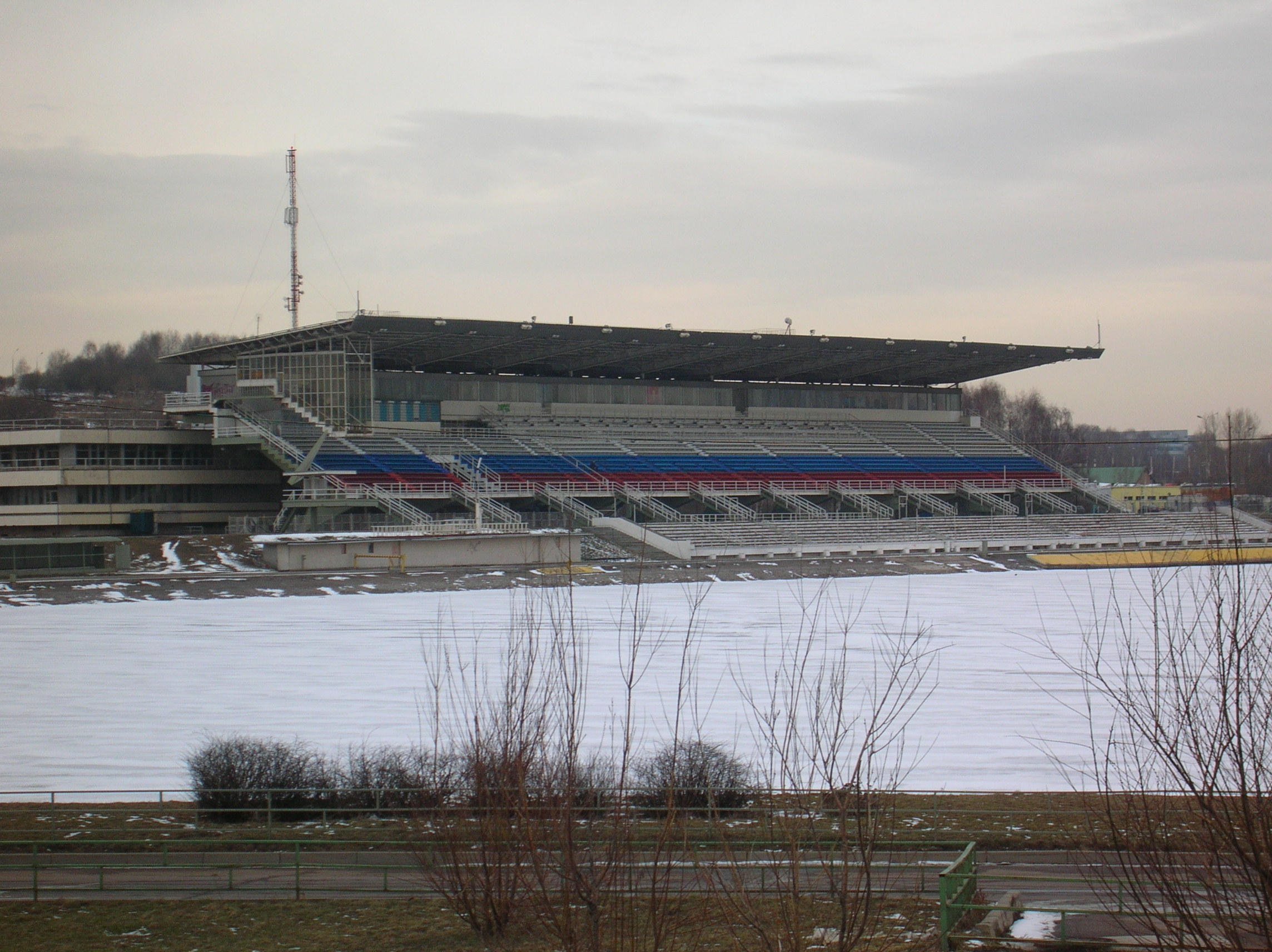
Regattastrecke Krylatskoje in Moskau, Russland
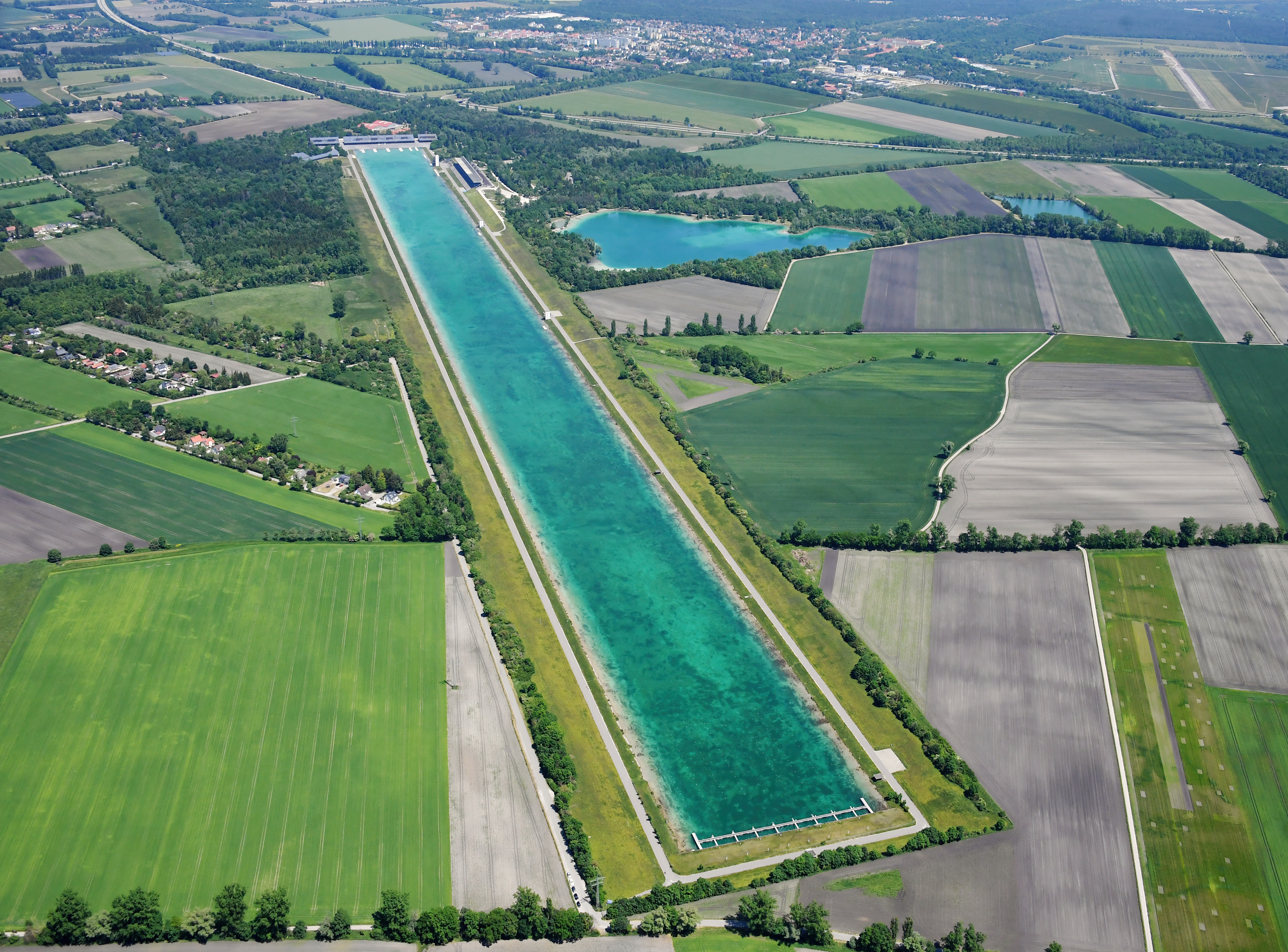
Regattastrecke Oberschleißheim
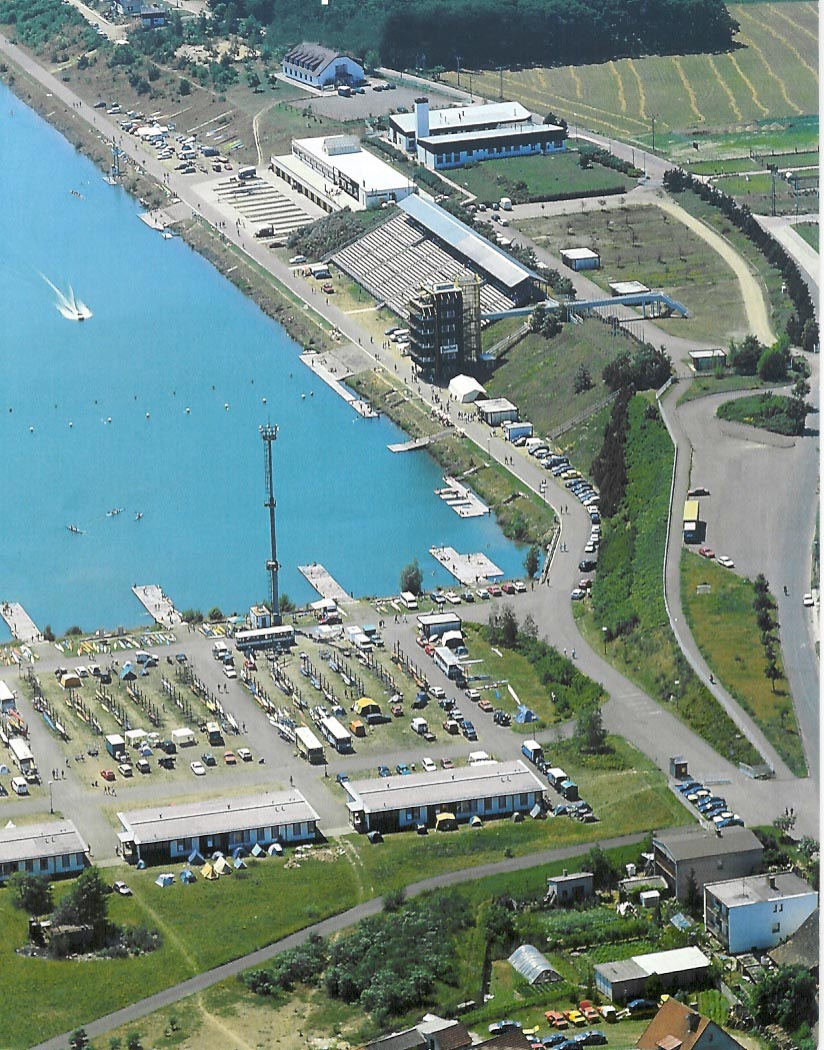
Ruderkanal in Račice, Tschechien
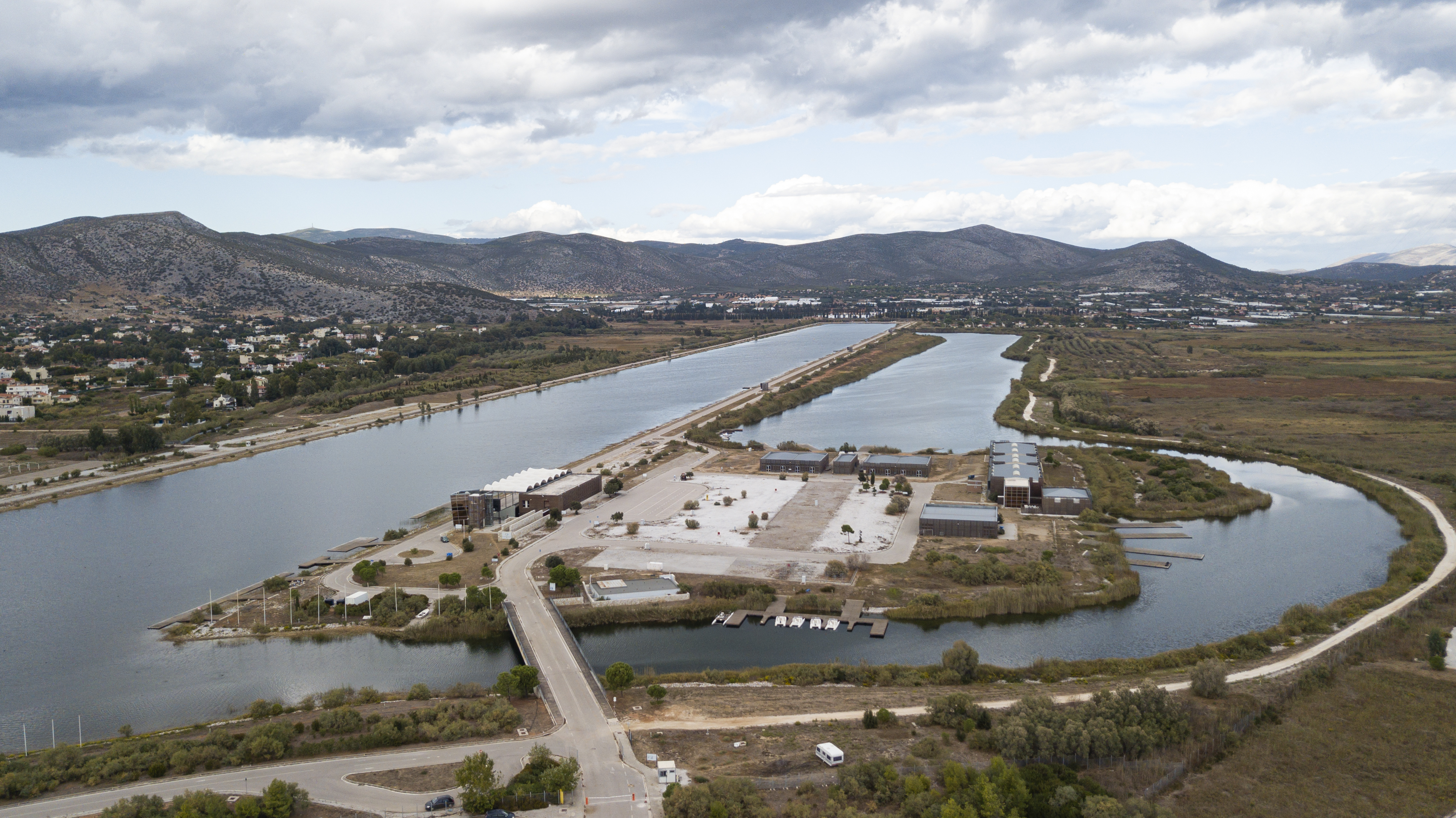
Schinias Olympic Rowing and Canoeing Centre, Griechenland

## Wissenswertes
Wettkampfstätten für den Kanuslalom werden nicht Regattastrecke, sondern Wildwasseranlage genannt.